# Sloanea aculeata
Sloanea aculeata är en tvåhjärtbladig växtart som beskrevs av Albert Charles Smith. Sloanea aculeata ingår i släktet Sloanea och familjen Elaeocarpaceae. Inga underarter finns listade i Catalogue of Life.